# Vigatanisme
Vigatanisme és un corrent cultural i polític nascut a Vic i actiu a les darreres dècades del segle xix i començament del segle xx.
Sota la influència del Seminari de Vic, en un ambient comparable amb l'entorn d'una Universitat, sorgiren un seguit d'entitats com a reflex d'una època de gran vitalitat cultural. En aquest context sorgiren un seguit d'iniciatives que jugaren un paper destacat dins el moviment de represa polític i cultural de la Renaixença catalana i en la primera etapa de catalanisme. Personalitats associades al vigatanisme foren Josep Serra i Campdelacreu, Antoni d'Espona i de Nuix, Manuel Galadies i de Mas, Josep Giró, Martí Genís, Josep Font, Joaquim d'Abadal i Jaume Collell, Jacint Verdaguer i els bisbes de Vic Josep Morgades, primer, i Josep Torras i Bages, després.